# Пичиле (Фиренца)
Пичиле је насеље у Италији у округу Фиренца, региону Тоскана.
Према процени из 2011. у насељу је живело 42 становника. Насеље се налази на надморској висини од 222 м.